# Mistrzostwa świata w szachach 2024
Mistrzostwa Świata w Szachach Klasycznych 2024 – mecz szachowy o tytuł indywidualnego mistrza świata w szachach klasycznych został rozegrany między broniącym tytułu, Dingiem Lirenem a czołowym indyjskim arcymistrzem i najmłodszym zwycięzcą turnieju kandydatów w historii, Dommaraju Gukeshem, od 25 listopada do 12 grudnia w Singapurze na wyspie Sentosa. Mecz zakończył się zwycięstwem Dommaraju Gukesha, w stosunku 7½ do 6½ punktów.

## Wyłonienie pretendenta
Turniej pretendentów 2024 odbył się między 3 kwietnia a 22 kwietnia 2024 w Toronto z udziałem 8 zawodników. Uczestnikami turnieju zostali: pokonany w poprzednim meczu o mistrzostwo świata (Jan Niepomniaszczij), zwycięzca i zdobywca drugiego miejsca w FIDE Grand Swiss Tournament 2023 (Vidit Gujrathi oraz Hikaru Nakamura), zwycięzca cyklu FIDE Circuit 2023 (Gukesh D), zawodnik z najwyższym rankingiem w styczniu 2024 (Alireza Firuzdża) i zdobywcy miejsc 2. – 4. w Pucharze świata w szachach 2023 (Rameshbabu Praggnanandhaa, Fabiano Caruana i Nicat Abasov). Zwycięzca pucharu, Magnus Carlsen, wycofał się z udziału w tym turnieju.

Rywalizacja w turnieju pretendentów odbyła się systemem dwukołowym, każdy uczestnik grał z każdym z przeciwników dwukrotnie – raz kolorem białym, a raz czarnym. Zdobywca największej liczby punktów uzyskał prawo do gry w meczu o mistrzostwo świata z Dingiem Lirenem. Został nim Dommaraju Gukesh z wynikiem 9 p. z 14 partii.
| Rank | Zawodnik           | Pkt      | SB    | W | Kwalifikacja           |   | GD | GD | HN | HN | JN | JN | FC | FC | RP | RP | VG | VG | AF | AF | NA | NA |
| ---- | ------------------ | -------- | ----- | - | ---------------------- | - | -- | -- | -- | -- | -- | -- | -- | -- | -- | -- | -- | -- | -- | -- | -- | -- |
| 1    | Gukesh D           | 9 / 14   | 57    | 5 | Awans do meczu o tytuł |   |    |    | ½  | ½  | ½  | ½  | ½  | ½  | ½  | 1  | ½  | 1  | 1  | 0  | 1  | 1  |
| 2    | Hikaru Nakamura    | 8.5 / 14 | 56    | 5 |                        |   | ½  | ½  |    |    | ½  | ½  | 1  | ½  | ½  | 1  | 0  | 0  | 1  | 1  | 1  | ½  |
| 3    | Jan Niepomniaszczi | 8.5 / 14 | 56    | 3 |                        | ½ | ½  | ½  | ½  |    |    | ½  | ½  | ½  | ½  | 1  | 1  | 1  | ½  | ½  | ½  |    |
| 4    | Fabiano Caruana    | 8.5 / 14 | 54    | 4 |                        | ½ | ½  | ½  | 0  | ½  | ½  |    |    | ½  | 1  | 1  | ½  | 1  | ½  | 1  | ½  |    |
| 5    | R Praggnanandhaa   | 7 / 14   | 42.5  | 3 |                        | 0 | ½  | 0  | ½  | ½  | ½  | 0  | ½  |    |    | ½  | 1  | ½  | ½  | 1  | 1  |    |
| 6    | Vidit Gujrathi     | 6 / 14   | 40.25 | 3 |                        | 0 | ½  | 1  | 1  | 0  | 0  | ½  | 0  | 0  | ½  |    |    | 1  | ½  | ½  | ½  |    |
| 7    | Alireza Firuzdża   | 5 / 14   | 32.75 | 2 |                        | 1 | 0  | 0  | 0  | ½  | 0  | ½  | 0  | ½  | ½  | ½  | 0  |    |    | 1  | ½  |    |
| 8    | Nicat Abasov       | 3.5 / 14 | 25.5  | 0 |                        | 0 | 0  | ½  | 0  | ½  | ½  | ½  | 0  | 0  | 0  | ½  | ½  | ½  | 0  |    |    |    |

Tie-breaki o pierwsze miejsce: (1) wyniki w dogrywkach o pierwsze miejsce;
Tie-breaki dla graczy nie zajmujących pierwszego miejsca: (1) wyniki w dogrywkach o pierwsze miejsce, jeśli takie istnieją; (2) Wynik Sonneborna – Bergera (SB); (3) łączna liczba zwycięstw; (4) bezpośredni wynik wśród remisujących graczy; (5) losowanie.
Uwaga: Liczby w tabeli krzyżowej na białym tle wskazują wynik gry z danym przeciwnikiem białymi figurami (czarnymi figurami, jeśli są na czarnym tle).

## Zasady regulaminowe meczu
Pojedynek według regulaminu został rozegrany na dystansie czternastu partii z czasem 120 minut dla zawodnika na wykonanie pierwszych 40 posunięć w partii, następnie z 30 minutami na dokończenie partii. Ponadto, zawodnicy od 41. ruchu będą otrzymywali po 30 sekund za każdy ruch. Zwycięzcą został pierwszy zawodnik, który zdobył 7,5 punktu.
W przypadku remisu po czternastu partiach nastąpiłyby dogrywki.

### Dogrywki
W I etapie dogrywki przewidziane są cztery partie szachów szybkich z tempem 15 minut na partię oraz 10 sekundami dodawanymi po każdym wykonanym ruchu.
W przypadku kolejnego równego wyniku rozegrany zostanie II etap - dwie partie z czasem 10 minut na partię oraz 5 sekundami dodawanymi po każdym wykonanym ruchu.
Jeżeli wynik dogrywek dalej będzie równy, zostanie rozegrany III etap - dwie partie błyskawiczne z tempem 3 minut na partię oraz 2 sekundami dodawanymi po każdym wykonanym ruchu. Jeśli i ten etap nie rozstrzygnie meczu, gracze będą rozgrywali partie błyskawiczne tym samym tempem, zmieniając kolory bierek co partię, aż do pierwszej wygranej, która wyłoni zwycięzcę całego meczu.

### Nagrody finansowe
Pula nagród Mistrzostw Świata w Szachach Klasycznych 2024 wyniosła 2,5 miliona dolarów. Za każdą wygraną partię jej zwycięzca otrzymał 200 tysięcy dolarów, a pozostała pula nagród została podzielona po równo między uczestników meczu. Jeśli mecz zostałby rozstrzygnięty w dogrywkach, zwycięzca całego meczu otrzymałby 1,3 miliona dolarów, natomiast przegrany 1,2 miliona dolarów.
Sponsorem głównym meczu był Google.

## Przebieg meczu
| Data              | Dzień tygodnia | Wydarzenie           |
| ----------------- | -------------- | -------------------- |
| 23 listopada 2024 | Sobota         | Ceremonia otwarcia   |
| 24 listopada 2024 | Niedziela      | Przerwa              |
| 25 listopada 2024 | Poniedziałek   | Runda 1              |
| 26 listopada 2024 | Wtorek         | Runda 2              |
| 27 listopada 2024 | Środa          | Runda 3              |
| 28 listopada 2024 | Czwartek       | Przerwa              |
| 29 listopada 2024 | Piątek         | Runda 4              |
| 30 listopada 2024 | Sobota         | Runda 5              |
| 1 grudnia 2024    | Niedziela      | Runda 6              |
| 2 grudnia 2024    | Poniedziałek   | Przerwa              |
| 3 grudnia 2024    | Wtorek         | Runda 7              |
| 4 grudnia 2024    | Środa          | Runda 8              |
| 5 grudnia 2024    | Czwartek       | Runda 9              |
| 6 grudnia 2024    | Piątek         | Przerwa              |
| 7 grudnia 2024    | Sobota         | Runda 10             |
| 8 grudnia 2024    | Niedziela      | Runda 11             |
| 9 grudnia 2024    | Poniedziałek   | Runda 12             |
| 10 grudnia 2024   | Wtorek         | Przerwa              |
| 11 grudnia 2024   | Środa          | Runda 13             |
| 12 grudnia 2024   | Czwartek       | Runda 14             |
| 13 grudnia 2024   | Piątek         | Dogrywki             |
| 14 grudnia 2024   | Sobota         | Ceremonia zamknięcia |

## Wyniki
|            | Ranking | Partie klasyczne | Partie klasyczne | Partie klasyczne | Partie klasyczne | Partie klasyczne | Partie klasyczne | Partie klasyczne | Partie klasyczne | Partie klasyczne | Partie klasyczne | Partie klasyczne | Partie klasyczne | Partie klasyczne | Partie klasyczne | Punkty |
| 1          | Ranking | 2                | 3                | 4                | 5                | 6                | 7                | 8                | 9                | 10               | 11               | 12               | 13               | 14               |                  | Punkty |
| ---------- | ------- | ---------------- | ---------------- | ---------------- | ---------------- | ---------------- | ---------------- | ---------------- | ---------------- | ---------------- | ---------------- | ---------------- | ---------------- | ---------------- | ---------------- | ------ |
| Gukesh D   | 2764    | 0                | ½                | 1                | ½                | ½                | ½                | ½                | ½                | ½                | ½                | 1                | 0                | ½                | 1                | 7½     |
| Ding Liren | 2736    | 1                | ½                | 0                | ½                | ½                | ½                | ½                | ½                | ½                | ½                | 0                | 1                | ½                | 0                | 6½     |

### Partie klasyczne

#### Partia nr 1: Gukesh–Ding, 0–1
Pierwsza partia meczu, wygrana Dinga w 42 ruchach, została rozegrana 25 listopada. Ding zaskoczył obserwatorów, grając obronę francuską, rzadkie otwarcie na najwyższym poziomie, ale otwarcie, które ostatnio zagrał w partii 7 mistrzostw świata w szachach 2023 przeciwko Janowi Niepomniaszcziemu. Następnie spędził 28 minut myśląc o ruchu siódmym, będąc w stosunkowo dobrze znanej pozycji. Tymczasem Gukesh był wciąż w trakcie przygotowań, błyskawicznie wybijając atakującą nowość 10.g4!? 10...Qa5 Dinga wytrąciło jednak Gukesha z przygotowań, ponieważ Xie Jun uważał, że „nigdy wcześniej nie grali w tej linii. Analizowali, przygotowywali się i prawdopodobnie znali plany, ale po raz pierwszy dali ją na szachownicy. To bardzo skomplikowana pozycja – sposób, w jaki grali, jest trochę poza kontrolą”.
W skomplikowanej grze środkowej, Ding szybko wypatrzył 18...Sb2! z grą na skrzydle hetmańskim, wywierając presję zarówno na pozycję Gukesha, jak i na jego zegar. Gdy figury Dinga wdarły się do jego pozycji, Gukesh zachwiał się z 22.He1? i jego pozycja się załamała. Ding popełnił niewielką niedokładność z 27...fxe6?! (poprawne było 27...Gxe6!), dając Gukeshowi szansę na uratowanie partii, ale chociaż Gukesh wypatrzył pomysł, wykonał go nieprawidłowo. Ding nie popełnił już żadnych błędów i zamienił swoją przewagę na zwycięstwo, swoje pierwsze w klasycznych szachach od czasu pokonania Maxa Warmerdama w styczniu podczas turnieju szachowego Tata Steel 2024. Był to również pierwszy raz od 14 lat, kiedy odnotowano zwycięstwo w pierwszej partii, po tym jak Weselin Topałow pokonał Viswanathana Ananda białymi figurami podczas mistrzostw świata w szachach 2010.
Na konferencji prasowej po partii Ding był zachwycony swoim występem, stwierdzając: „Cóż, oczywiście, że czuję się bardzo dobrze — od dawna nie wygrałem ani jednej klasycznej gry, a udało mi się to zrobić!” Gukesh z kolei zauważył: „To było po prostu moje taktyczne niedopatrzenie. Może się zdarzyć, to długi mecz, a jeśli chodzi o formę mojego przeciwnika, myślę, że nie spodziewałem się niczego innego. Spodziewałem się jego najlepszej wersji, a przed nami długi mecz, więc teraz jest jeszcze bardziej ekscytująco!”
Obrona francuska, wariant Steinitza (ECO C11)
1. e4 e6 2. d4 d5 3. Sc3 Sf6 4. e5 Sfd7 5. f4 c5 6. Sce2 Sc6 7. c3 a5 8. Sf3 a4 9. Ge3 Ge7 10. g4 Qa5 11. Gg2 a3 12. b3 cxd4 13. b4 Hc7 14. Sexd4 Sb6 15. 0-0 Sc4 16. Gf2 Gd7 17. He2 Sxd4 18. Sxd4 Sb2 19. He3 Wc8 20. Wac1 Hc4 21. f5 Hd3 22. He1 Gg5 23. Wc2 Wc4 24. h4 Gf4 25. Hb1 Wxc3 26. Wxc3 Hxc3 27. fxe6 fxe6 28. Se2 Hxe5 29. Sxf4 Hxf4 30. Hc2 Hc4 31. Hd2 0-0 32. Gd4 Sd3 33. He3 Wxf1+ 34. Gxf1 e5 35. Gxe5 Hxg4+ 36. Gg2 Gf5 37. Gg3 Ge4 38. Kh2 h6 39. Gh3 Hd1 40. Gd6 Hc2+ 41. Kg3 Hxa2 42. Ge6+ Kh8 0–1

#### Partia nr 2: Ding–Gukesh, ½–½
Druga partia meczu, 23-ruchowy remis, została rozegrana 26 listopada. Po tym, jak Ding zdecydował się na tradycyjne Giuoco Pianissimo, komentator David Howell wyraził zdziwienie wyborem 1.e4, zauważając, że „rzadko stosuje otwarcia pionków królewskich do ostatnich kilku miesięcy, kiedy trochę z nimi eksperymentował – nie wydaje mi się naturalnym graczem e4, ale oto jesteśmy!” Ding wybrał spokojną linię, ale zaproponował Gukeshowi skomplikowaną grę 10.dxc4, zapraszając do zagrania 10...Gb4!?. Świadomy, że stoi przed przygotowaniem, Gukesh odmówił. W zrównoważonej pozycji Ding miał niewielką okazję do gry 20.h4, co stworzyło mniej miejsca dla przeciwnika, ale pozycja pozostałaby wyrównana. Ding zamiast tego zdecydował się na powtórzenie ruchów, co skutkowało remisem.
Na konferencji prasowej po partii Gukesh stwierdził: „Tak wcześnie, z czarnymi figurami, nie było to wcale takie, co trzeba wygrać. Nigdy nie zamierzałem robić niczego głupiego”. Ding skomentował to samo, zauważając, że „czułem się trochę lepiej i gorzej. Byłem trochę gorszy w środkowej grze. Myślałem, że źle zagrałem”.
Partia włoska, Giuoco Pianissimo (ECO C50)
1. e4 e5 2. Sf3 Sc6 3. Gc4 Gc5 4. d3 Sf6 5. Sc3 a6 6. a4 d6 7. 0-0 h6 8. Ge3 Ge6 9. a5 Gxc4 10. dxc4 0-0 11. Gxc5 dxc5 12. b3 Hxd1 13. Wfxd1 Wad8 14. Wdc1 Sd4 15. Se1 Wd6 16. Kf1 g6 17. Wd1 Wfd8 18. f3 Kg7 19. Kf2 h5 20. Se2 Sc6 21. Sc3 Sd4 22. Se2 Sc6 23. Sc3 Sd4 ½–½

#### Partia nr 3: Gukesh–Ding, 1–0
Trzecia partia meczu, wygrana Gukesha w 37 ruchach, została rozegrana 27 listopada. Gukesh zdecydował się na odrzucenie Gambitu Hetmańskiego wczesnym cxd5. Na otwarciu Ding celowo złapał swojego gońca w pułapkę ruchem 10...Gc2. Partia była podobna do poprzedniej partii pomiędzy Władimirem Kramnikiem i Arjunem Erigaisim rozegranej na drużynowych mistrzostwach świata w szachach szybkich 2023, aż do 13...Sbd7! Dinga. Po 14.Sd2 grożącym złapaniem gońca Czarnego, Ding zagrał 14...Wg8!, grożąc...g5, co kontratakuje gońca Białego i stwarza ucieczkę dla Czarnego. Gukesh odpowiedział, grając g5, a obaj gracze uważali, że pozycja jest dobra dla Białego, ale analiza komputerowa sugeruje co innego. 18...Wh5 Dinga było błędem, prowadzącym do sekwencji, w której Ding traci gońca za dwa pionki. Gukesh zdecydowanie wykorzystał swoją przewagę. Ding stracił czas wykonując swój ostatni ruch 37...Wh5, ale i tak stracił pozycję (38.Gxf5! wygrywa).
Odrzucony Gambit hetmański, wariant wymienny (ECO D35)
1. d4 Sf6 2. Sf3 d5 3. c4 e6 4. cxd5 exd5 5. Sc3 c6 6. Hc2 g6 7. h3 Gf5 8. Hb3 Hb6 9. g4 Hxb3 10. axb3 Gc2 11. Gf4 h5 12. Wg1 hxg4 13. hxg4 Sbd7 14. Sd2 Wg8 15. g5 Sh5 16. Gh2 Wh8 17. f3 Sg7 18. Gg3 Wh5 19. e4 dxe4 20. fxe4 Se6 21. Wc1 Sxd4 22. Gf2 Gg7 23. Se2 Sxb3 24. Wxc2 Sxd2 25. Kxd2 Se5 26. Sd4 Wd8 27. Ke2 Wh2 28. Gg2 a6 29. b3 Wd7 30. Wcc1 Ke7 31. Wcd1 Ke8 32. Gg3 Wh5 33. Sf3 Sxf3 34. Kxf3 Gd4 35. Wh1 Wxg5 36. Gh3 f5 37. Gf4 Wh5 1–0

#### Partia nr 4: Ding–Gukesh, ½–½
Czwarta partia meczu, 42-ruchowy remis, została rozegrana 29 listopada. Ding zagrał niekonwencjonalny system zaczynając od 1.Sf3, przypominający obronę hetmańsko-indyjską z odwróconymi kolorami, co zaskoczyło Gukesha, ale nie było szczególnie agresywne. Na konferencji prasowej po partii Ding ujawnił, że zamierzał „grać bezpiecznie”, ale podjął pewne ryzyko z 11.b4. 13...Se5!? Gukesha zaskoczyło Dinga, ponieważ skoczka można łatwo wyrzucić z f4, ale Gukesh uważał, że „[f4] wyglądało jak ruch, który w dłuższej perspektywie okaże się ryzykowny”. 15...b6 Gukesha było ostatnią szansą Dinga na wygraną z 16.Ga6, ale po zagraniu 16.Sf3 partia zmierzała w kierunku remisu. Figury zostały wymienione i obaj skończyli w końcówce hetman-wieża, gdzie białe mają przewagę czterech na trzech na skrzydle królewskim, a czarne mają pionka na linii c. Pomimo że wynik był niemal nieunikniony, Gukesh kontynuował grę i zadawał pytania Dingowi, zwłaszcza grając 30...f5!?. Jednak wkrótce potem obaj zawarli remis przez trzykrotne powtórzenie.
Otwarcie Zukertorta (ECO A06)
1. Sf3 d5 2. e3 Sf6 3. b3 Gf5 4. Ge2 h6 5. Ga3 Sbd7 6. 0-0 e6 7. Gxf8 Sxf8 8. c4 S8d7 9. Sc3 0-0 10. cxd5 exd5 11. b4 c6 12. Sd4 Gh7 13. Hb3 Se5 14. a4 Wc8 15. a5 b6 16. Sf3 Sxf3+ 17. Gxf3 d4 18. Se2 dxe3 19. dxe3 Be4 20. Wfd1 He7 21. Gxe4 Sxe4 22. axb6 axb6 23. Sc3 Wfd8 24. Sxe4 Hxe4 25. h3 c5 26. Wxd8+ Wxd8 27. bxc5 bxc5 28. Wc1 He5 29. Hc2 Wd5 30. g3 f5 31. Kg2 Kh7 32. Hc4 Hd6 33. e4 We5 34. exf5 Wxf5 35. He4 Hd5 36. Hxd5 Wxd5 37. Kf3 Kg6 38. Ke4 Wd4+ 39. Ke3 Wd5 40. Ke4 Wd4+ 41. Ke3 Wd5 42. Ke4 Wd4+ ½–½

#### Partia nr 5: Gukesh–Ding, ½–½
Piąta partia meczu, 40-ruchowy remis, została rozegrana 30 listopada. Po raz drugi w meczu Ding zagrał obronę francuską. Tym razem jednak Gukesh odpowiedział, wymieniając pionki na d5 i szybko oddając hetmany i jedną parę wież. Po 15...Sh5 Dinga, czarnopolowy goniec Gukesha nie miał dokąd uciec, co skłoniło Gukesha do zagrania 17.g4!? po szachu, który arcymistrz Judit Polgár uznała za zbyt ryzykowny. Niemniej jednak partia wydawała się zmierzać w kierunku remisu, dopóki Gukesh szybko nie zagrał 23.dxe5? (błąd, ponieważ po 23...Sd3 24.Gxd3 cxd3, Czarny ma pionka na linii d dwa ruchy przed hetmanem). Na konferencji prasowej po grze Gukesh ujawnił: „Gdy zobaczyłem Sd3, zdałem sobie sprawę, że właśnie popełniłem błąd z dxe5. Naprawdę nie wiedziałem, jak źle to było, ale oczywiście powinienem był zagrać Wxe5. I tak byłby to remis, ale dxe5 Sd3 po prostu miałem halucynacje”. Jednak Ding najwyraźniej nie zdawał sobie sprawy, że ma znaczną przewagę. W rezultacie nie naciskał zbyt mocno i po 29...Gc6 (które Ding nazwał „w zasadzie ofertą remisu”) Gukesh był w stanie zatrzymać pionka, a gracze zgodzili się na remis.
Obrona francuska, wariant wymienny (ECO C01)
1. e4 e6 2. d4 d5 3. exd5 exd5 4. Nf3 Nf6 5. Bd3 c5 6. c3 c4 7. Bc2 Bd6 8. Qe2+ Qe7 9. Qxe7+ Kxe7 10. 0-0 Re8 11. Re1+ Kf8 12. Rxe8+ Kxe8 13. Bg5 Nbd7 14. Nbd2 h6 15. Bh4 Nh5 16. Re1+ Kf8 17. g4 Nf4 18. Bg3 Nb6 19. g5 hxg5 20. Nxg5 Bd7 21. Ngf3 Re8 22. Ne5 Bxe5 23. dxe5 Nd3 24. Bxd3 cxd3 25. f3 Nc4 26. Nxc4 dxc4 27. Re4 Bc6 28. Rd4 Bxf3 29. Kf2 Bc6 30. Rxc4 Rd8 31. Rd4 Rxd4 32. cxd4 Bd5 33. b3 Ke7 34. Ke3 Ke6 35. Kxd3 g6 36. Kc3 a6 37. Kd3 Kf5 38. Ke3 Ke6 39. Kd3 Kf5 40. Ke3 Ke6 ½–½

#### Partia nr 6: Ding–Gukesh, ½–½
Szósta partia meczu, 46-ruchowy remis, została rozegrana 1 grudnia. Ding grał system londyński, otwarciem, którym wygrał w szóstej partii poprzedniego meczu z Janem Niepomniaszcziem. Na konferencji prasowej po partii Ding zastanawiał się nad swoim wyborem otwarcia: „Tym razem starałem się uzyskać przewagę w otwarciu i tym londyńskim. Poprzednio, również w szóstej partii, wygrałem piękną partię w londyńskim, więc tym razem chciałem powtórzyć ten sukces”. Otwarcie zostało uznane za udane dla Dinga, a Gukesh popełnił wczesną niedokładność 17...Ge6. Gukesh skomentował: „Nigdy nie czułem się naprawdę zagrożony, ponieważ myślałem, że gdy tylko wezmę c4... może jestem trochę gorszy, ale powinno być naprawdę trudno to zamienić na białe, ponieważ nie można tak łatwo pchnąć pionków na skrzydle hetmańskim i zawsze ma się jakąś grę na jego królu”. Ding miał przewagę na początku gry, ale stracił ją po 42 minutach namysłu i zagrał 21.Hxc6.
Po 21...Hxe5 Gukesha, gracze powtórzyli pozycję dwa razy, a Gukesh miał możliwość zrobienia remisu przez trzykrotne powtórzenie, grając 26...He7!. Zamiast tego zagrał 26...Hh4!?, odrzucając remis i akceptując nieco gorszą pozycję. Na konferencji prasowej po partii Ding skomentował: „Hh4 było całkowitym zaskoczeniem, ponieważ myślę, że jego hetman nie jest tak dobrze ustawiony po stronie królewskiej; jest lepiej ustawiony po stronie hetmańskiej”, podczas gdy Gukesh wyjaśnił swoją decyzję: „Myślałem, że mogę być trochę gorszy, nie byłem nawet pewien, czy jestem trochę gorszy, ale myślałem, że to bardziej prawdopodobne, ale myślałem, że przy otwartych liniach przed jego królem zawsze mam kontratak i nie widziałem powodu, aby teraz robić powtórzenie”. Ding dobrze zareagował na odrzucenie remisu przez Gukesha, a Péter Lékó uważał, że jego decyzja mogła być „ogromnym błędem” i nazwał ten ruch „psychologicznymi rozgrywkami”. Gukesh zaprzeczył temu, stwierdzając: „Po prostu lubię grać w szachy! Bardziej chodziło o pozycję niż o psychologię. Myślałem, że w tej pozycji zostało jeszcze dużo gry i nie widziałem dla siebie zbyt dużego zagrożenia”. Później w grze Ding zgromadził niewielką przewagę, która osiągnęła szczyt, gdy Gukesh zaproponował wymianę hetmanów ruchem 33...Hf3, ale Ding odpowiedział nieprawidłowo, a partia zakończyła się remisem przez powtórzenie.
System londyński (ECO D02)
1. d4 Sf6 2. Gf4 d5 3. e3 e6 4. Sf3 c5 5. c3 Gd6 6. Gb5+ Sc6 7. Gxc6+ bxc6 8. Gxd6 Hxd6 9. Ha4 O-O 10. Ha3 Se4 11. Sfd2 e5 12. Sxe4 dxe4 13. Hxc5 Hg6 14. Sd2 Hxg2 15. O-O-O Hxf2 16. dxe5 Wb8 17. Sc4 Ge6 18. Wd2 Hf3 19. We1 Gxc4 20. Hxc4 Hf5 21. Hxc6 Hxe5 22. Hd5 He7 23. Hd6 Hg5 24. Hd5 He7 25. Hd6 Hg5 26. Hd5 Hh4 27. Wed1 g6 28. He5 Wbe8 29. Hg3 Hh5 30. Hf4 Ha5 31. a3 Hb5 32. Wd4 He2 33. W1d2 Hf3 34. Kc2 Hxf4 35. exf4 f5 36. h4 e3 37. We2 We7 38. Kd3 Wfe8 39. h5 gxh5 40. Wd5 h4 41. Wxf5 Wd7+ 42. Kc2 Kg7 43. Wg2+ Kh8 44. We2 Kg7 45. Wg2+ Kh8 46. We2 Kg7 ½–½

#### Partia nr 7: Gukesh–Ding, ½–½
Siódma partia meczu, 72-ruchowy remis, została rozegrana 3 grudnia. Okazała się ona emocjonującym wysiłkiem obu graczy. W obronie Neo-Grünfelda Gukesh zagrał nowy ruch 7.We1, który wprowadził zupełnie nowy pomysł do teorii. Ding zareagował źle 9...c5?!, a Gukesh zyskał zarówno silną pozycję, jak i znaczną przewagę czasową. Pod silną presją Ding zdecydował się na manewr hetmana Ha6xa2, który GM Anisz Giri ocenił jako desperację gracza, który wie, że przegrywa, ale chce przynajmniej zdobyć trochę materiału przed przegraną. Chociaż Gukesh wyraźnie wygrywał, aktywna hetman Dinga stwarzała problemy i po 30.Qf4?! Ding był w stanie skierować grę w kierunku gorszej, ale możliwej do utrzymania końcówki. Po silnym ruchu obronnym 34...Sg6! wydawało się, że Ding uratuje pozycję, ale jeden ruch przed kontrolą czasu i siedem sekund przed końcem czasu, Ding zagrał 40...Ke5?, ponownie dając Gukeshowi wygrywającą pozycję, którą jednak trudno było wygrać. Po ludzkim ruchu 44.Ke1?! Ding znalazł głęboki zasób 44...f6. 45.h4?! Gukesha było subtelną niedokładnością, a po 46...f4! Ding wyrównał pozycję. Gukesh nadal miał praktyczne szanse na wygraną, ale Ding skutecznie się bronił i zremisował.
Obrona Neo-Grünfelda, wariant klasyczny (ECO D78)
1. Sf3 d5 2. g3 g6 3. d4 Gg7 4. c4 c6 5. Gg2 Sf6 6. 0-0 0-0 7. We1 dxc4 8. e4 Gg4 9. Sbd2 c5 10. d5 e6 11. h3 Gxf3 12. Gxf3 exd5 13. exd5 Sbd7 14. Sxc4 b5 15. Sa3 Hb6 16. Gf4 Wfe8 17. Hd2 Wad8 18. Sc2 Sf8 19. b4 c4 20. Ge3 Ha6 21. Gd4 Wxe1+ 22. Wxe1 Hxa2 23. Wa1 Hb3 24. Wa3 Hb1+ 25. Kg2 Wd7 26. Wa5 Hb3 27. Wa3 Hb1 28. Wa5 Hb3 29. Wxb5 Hd3 30. Hf4 Hxc2 31. Gxf6 Hf5 32. Hxf5 gxf5 33. Gxg7 Kxg7 34. Wc5 Sg6 35. Wxc4 Se5 36. Wd4 Sc6 37. Wf4 Se7 38. b5 Kf6 39. Wd4 h6 40. Kf1 Ke5 41. Wh4 Sxd5 42. Wxh6 Sc3 43. Wc6 Se4 44. Ke1 f6 45. h4 Wd3 46. Gd1 f4 47. gxf4+ Kxf4 48. Gc2 Wd5 49. Wc4 f5 50. Wb4 Kf3 51. Gd1+ Kg2 52. Wb3 We5 53. f4 We7 54. We3 Wh7 55. h5 Sf6 56. We5 Sxh5 57. Wxf5 Sg3 58. Wf8 Wb7 59. Ga4 Kf3 60. f5 Kf4 61. f6 Se4 62. Gc2 Sd6 63. Wd8 Ke5 64. Gb3 Sf7 65. Wd5+ Kxf6 66. Kd2 Wb6 67. Gc4 Wd6 68. Kc3 Wxd5 69. Gxd5 Sd6 70. Kb4 Sxb5 71. Kxb5 a6+ 72. Kxa6 ½–½

#### Partia nr 8: Ding–Gukesh, ½–½
Ósma partia meczu, remis w 51 ruchach, została rozegrana 4 grudnia. Gukesh dobrze odpowiedział na 1.c4 Dinga i postawił Dinga na nieznanym terytorium 7...f6!?. Pozycja była obiektywnie równa, ale Peter Leko uważał, że Ding jest w „nieprzyjemnej sytuacji”, stając w obliczu niezrównoważonej pozycji, na którą Gukesh był dobrze przygotowany. Ding najwyraźniej wyszedł z debiutu, choć z niedogodnością czasową. To zmieniło się po 22.Wb1?, co pozwoliło Gukeshowi uzyskać przewagę po 22...b5 23.cxb5 Hb6+ 24.Kf1 cxb5. Pozycja Dinga zmieniła się ze złej na gorszą po 25.Gb2?, co pozwoliło Gukeshowi uzyskać dwa połączone pionki przechodzące po stronie hetmańskiej po 25...Gxa2. Gukesh szybko stracił większość swojej przewagi po 26...Sac5?! (26...Sdc5! było najlepsze). Gukesh wyjaśnił, że uważał, że Sdc5 „wyglądało dziwnie” i że przegapił defensywny zasób Dinga 28.He1! (oceniając pozycję dopiero po 28.Hd2?, co przegrywa dla białych). Gukesh wyjaśnił: „To było naprawdę imponujące, że mój przeciwnik tak szybko znalazł to He1 — więc tak, świetna obrona z jego strony!” He1 nie tylko pozwoliło białym uratować grę, ale dało białym szansę na wywarcie presji na czarnych. Po 28...Ge6? Gukesha, sam Ding uzyskał przewagę i ostatecznie znalazł się w sytuacji, w której stracił wieżę za skoczka i pionka. Jednak żaden z graczy nie był świadomy, że białe kiedykolwiek wygrywa. Na konferencji prasowej po partii Gukesh stwierdził: „Myślałem, że prawdopodobnie cała moja przewaga zniknęła, ale nie myślałem, że to dla mnie złe. Teraz, gdy widzę pozycję, jest to dość oczywiste, ale podczas gry tak nie było”, podczas gdy Ding stwierdził: „Podczas ostatnich mistrzostw świata, również jedną grę wygrywał w pewnym momencie, a potem nagle ja wygrywam na końcu. Ale dzisiaj podczas gry nie zdawałem sobie sprawy, że wygrywam w pewnym momencie. Myślę, że przegapił kilka ważnych szczegółów, które pozwoliły mi wrócić do gry. Przedtem całkowicie mnie ogrywał, znowu”. Z powodu błędnej oceny Ding zaczął remisować przez powtórzenie, co zostało przerwane przez 41...Ha2!? Gukesha, mimo że białe miały lepszą pozycję. Gukesh rozmyślał nad tą decyzją: „Nie sądziłem, że jestem w wielkim niebezpieczeństwie. Zawsze myślałem, że z jego słabym królem i moim silnym pionkiem na b3 powinienem był zagrać. Myślałem, że nawet ja mogę mieć jakieś szanse, ale okej, to była po prostu błędna ocena pozycji”. Gra toczyła się dalej, nie stwarzając większych problemów żadnemu z graczy, a po dojściu do końcówki z gońcami w kolorze przeciwnym, gracze zgodzili się na remis.
Partia angielska, odwrócona struktura sycylijska, kontratak Kramnika–Szyrowa (ECO A21)
1. c4 e5 2. Sc3 Gb4 3. Sd5 Ge7 4. Sf3 d6 5. g3 c6 6. Sxe7 Sxe7 7. Gg2 f6 8. 0-0 Ge6 9. b3 d5 10. Ga3 0-0 11. Wc1 a5 12. Se1 We8 13. f4 exf4 14. Wxf4 dxc4 15. bxc4 Sg6 16. We4 Sa6 17. Sc2 Hc7 18. Sd4 Gf7 19. d3 Se5 20. Sf3 Sd7 21. Wxe8+ Wxe8 22. Wb1 b5 23. cxb5 Hb6+ 24. Kf1 cxb5 25. Gb2 Gxa2 26. Gd4 Sac5 27. Wc1 Gb3 28. He1 Ge6 29. Hf2 Wc8 30. Ge3 Wc7 31. Sd4 Gf7 32. Sc6 Wxc6 33. Gxc6 Hxc6 34. Gxc5 h6 35. Ke1 b4 36. Hd4 Ne5 37. Kd2 Hg2 38. Hf2 Hd5 39. Hd4 Hg2 40. Hf2 Hd5 41. Hd4 Ha2+ 42. Wc2 He6 43. Hd8+ Kh7 44. Hxa5 b3 45. Wc1 Hd5 46. Hb4 Hg2 47. He4+ Hxe4 48. dxe4 b2 49. Wb1 Ga2 50. Wxb2 Sc4+ 51. Kc3 Sxb2 ½–½

#### Partia nr 9: Gukesh–Ding, ½–½
Dziewiąta partia meczu, remis w 54 ruchach, została rozegrana 5 grudnia. Podobnie jak w partii 3, Gukesh otworzył grę ruchem 1.d4, a Ding odpowiedział ruchem 1...Sf6, który również widzieliśmy w partii 3. Zamiast kontynuować ruchem 2.Sf3, jak widzieliśmy w partii 4, Gukesh zdecydował się na popularniejsze 2.c4, a gra rozwinęła się w partię katalońską po ruchach 2...e6 i 3.g3. Ding wybrał linię podobną do wariantu odwrotu obrony Bogolubowa z ruchami 3...Gb4+ i 4...Ge7, stosując również zamkniętą strukturę katalońską z ruchami 7...c6 i 8...Sbd7. Gukesh utrzymał niewielką przewagę i przyjemną pozycję po otwarciu aż do 20.Hb5?!, co pozwoliło Dingowi wyrównać i wymienić figury, co doprowadziło do remisu.
Obrona Bogolubowa, wariant odwrotu (ECO E11)
1. d4 Sf6 2. c4 e6 3. g3 Gb4+ 4. Gd2 Be7 5. Gg2 d5 6. Sf3 0-0 7. 0-0 c6 8. Hc2 Sbd7 9. Wd1 b6 10. Gc3 Gb7 11. Sbd2 Hc7 12. Wa1 Wfd8 13. b4 c5 14. bxc5 bxc5 15. Hb2 Sb6 16. Ga5 dxc4 17. Sxc4 Gxf3 18. Gxb6 axb6 19. Gxf3 Wa6 20. Hb5 Wxa2 21. Sxb6 Ha7 22. Hb1 Wb8 23. dxc5 Wa6 24. Hb5 Gxc5 25. Hxc5 Hxb6 26. Hxb6 Waxb6 27. Wc6 Wxc6 28. Gxc6 g5 29. Kg2 Wb2 30. Kf1 Kg7 31. h3 h5 32. Wa1 Wc2 33. Gb5 Wc5 34. Gd3 Sd7 35. f4 gxf4 36. gxf4 Wc3 37. Kf2 Sc5 38. Ke3 Sxd3 39. exd3 Wc2 40. Kf3 Wd2 41. Wa3 Kg6 42. Wb3 f6 43. Wa3 Kf5 44. Wa5+ e5 45. fxe5 Wxd3+ 46. Ke2 Wxh3 47. exf6+ Kxf6 48. Kf2 h4 49. Kg2 Rg3+ 50. Kh2 Kg6 51. Wb5 Wg5 52. Wxg5+ Kxg5 53. Kh3 Kf6 54. Kxh4 ½–½

#### Partia nr 10: Ding–Gukesh, ½–½
Dziesiąta partia meczu, 36-ruchowy remis, została rozegrana 7 grudnia. Była to partia bez większych wydarzeń, Ding nie osiągnął niczego z otwarcia. Kiedy zgodził się na wymianę figur, stało się jasne, że jest zadowolony z remisu. Wynik nigdy nie był kwestionowany, a komentatorzy wyrazili opinię, że gdyby nie zasada zabraniająca ofert remisowych przed 40. ruchem, gracze mogliby się zgodzić na remis na długo przed zakończeniem gry.
System londyński (ECO D02)
1. d4 Sf6 2. Sf3 d5 3. Gf4 e6 4. e3 c5 5. Ge2 Gd6 6. dxc5 Gxc5 7. c4 O-O 8. O-O Sc6 9. Sc3 dxc4 10. Gxc4 Sh5 11. Gg5 Ge7 12. Se4 Gf6 13. Sxf6+ Gxf6 14. Hxd8 Wxd8 15. Gxf6 gxf6 16. Wfd1 Gd7 17. Wac1 Ge8 18. Wxd8 Wxd8 19. Kf1 Kg7 20. a3 f5 21. Ke1 Kf6 22. Ge2 Se7 23. g3 Wc8 24. Wxc8 Sxc8 25. Sd2 Sd6 26. Sc4 Sxc4 27. Gxc4 Gc6 28. f4 b6 29. Kd2 Ke7 30. Kc3 Kd6 31. b4 f6 32. Kd4 h6 33. Gb3 Gb7 34. Gc4 Gc6 35. Gb3 Gb7 36. Gc4 Gc6 ½–½

#### Partia nr 11: Gukesh–Ding, 1–0
Jedenasta partia meczu, wygrana Gukesha w 29 ruchach, została rozegrana 8 grudnia. Gukesh pomylił swoje przygotowania, aby znaleźć się w złej pozycji, ale Ding niedocenił swoich szans i nie wykorzystał ich. W rezultacie powstała bardzo skomplikowana partia, w której obaj gracze popełnili kilka niedokładności. Pozycja była nadal skomplikowana (i zrównoważona), gdy Ding popełnił błąd swoim skoczkiem z 28...Hc8??, kończąc grę nagle.
Otwarcie Rétiego, odwrócony Gambit Blumenfelda (ECO A09)
1. Sf3 d5 2. c4 d4 3. b4 c5 4. e3 Sf6 5. a3 Gg4 6. exd4 cxd4 7. h3 Gxf3 8. Hxf3 Hc7 9. d3 a5 10. b5 Sbd7 11. g3 Sc5 12. Gg2 Sfd7 13. 0-0 Se5 14. Hf4 Wd8 15. Wd1 g6 16. a4 h5 17. b6 Hd6 18. Ba3 Gh6 19. Gxc5 Hxc5 20. He4 Sc6 21. Sa3 Wd7 22. Sc2 Hxb6 23. Wab1 Hc7 24. Wb5 0-0 25. Na1 Wb8 26. Sb3 e6 27. Sc5 We7 28. Wdb1 Hc8 29. Hxc6 1–0

#### Partia nr 12: Ding–Gukesh, 1–0
Dwunasta partia meczu, wygrana Dinga w 39 ruchach, została rozegrana 9 grudnia. W jednej ze swoich najlepszych gier Ding grał z komputerową dokładnością, aby „przewrócić” (Hikaru Nakamura) swojego przeciwnika. Wybierając partię angielską, gra toczyła się zgodnie z poprzednią partią rozegraną w 2019 roku pomiędzy sekundantami Dinga, Ni Hua i Richárdem Rapportem, aż do ruchu 7. Kiedy Bryan Armen Graham z The Guardian opisał Gukesha jako „zamieszanego w stanie zugzwangu w grze środkowej”, wykonał kilka nieśmiałych ruchów – 13...Wb8 najwyraźniej miało na celu...Sd4, które nie zostało zagrane; 16...Wd7 najwyraźniej miało na celu...Sc5, które również nie zostało zagrane – a przewaga Dinga wzrosła do dużej po 17. ruchu Gukesha, a silnik szachowy Leela Chess Zero podkreślił, że szanse na wygraną Dinga wzrosły z 38,2% do 51,9%. Mimo że Dingowi zabrakło 26.Sa7, aby wygrać wymianę (26.d5 również wygrywało), Gukesh walczył aż do ruchu 39, kiedy to Ding zakończył w wielkim stylu poświęceniem wieży 39.Wxg7+, zmuszając Gukesha do rezygnacji z powodu nadchodzącej promocji pionków z matem, który miał nastąpić wkrótce. Zarówno były mistrz świata Magnus Carlsen, jak i Hikaru Nakamura krytycznie odnieśli się do wyboru otwarcia Gukesha po partii, ponieważ wybór otwarcia Dinga był dość przewidywalny, jednak Ding i tak uzyskał wyraźną przewagę i był w stanie grać o zwycięstwo bez ryzyka przegranej.
Partia angielska, obrona Agincourta (ECO A13)
1. c4 e6 2. g3 d5 3. Gg2 Sf6 4. Sf3 d4 5. 0-0 Sc6 6. e3 Ge7 7. d3 dxe3 8. Gxe3 e5 9. Sc3 0-0 10. We1 h6 11. a3 a5 12. h3 Ge6 13. Kh2 Wb8 14. Hc2 We8 15. Sb5 Gf5 16. Wad1 Sd7 17. Hd2 Gg6 18. d4 e4 19. Sg1 Sb6 20. Hc3 Gf6 21. Hc2 a4 22. Se2 Gg5 23. Sf4 Gxf4 24. Gxf4 Wc8 25. Hc3 Sb8 26. d5 Hd7 27. d6 c5 28. Sc7 Wf8 29. Gxe4 Sc6 30. Gg2 Wcd8 31. Sd5 Sxd5 32. cxd5 Sb8 33. Hxc5 Wc8 34. Hd4 Na6 35. We7 Hb5 36. d7 Wc4 37. He3 Wc2 38. Gd6 f6 39. Wxg7+ 1–0

#### Partia nr 13: Gukesh–Ding, ½–½
Partia 13 była ciężko wywalczonym remisem w 69 ruchach, została rozegrana 11 grudnia. Gukesh zaskoczył Dinga z otwarcia ruchem 7.a3 i 8.Ge3, wywierając presję na Dinga. Ruchem 17.Hf3!? (który kibicujący GM Magnus Carlsen nazwał ruchem, który rozważyłby tylko wtedy, gdyby był bardzo zainspirowany lub w bardzo złej formie) zaoferował pionka d4, ale Ding uwierzył swojemu przeciwnikowi i zagrał 17...He8?!, znaczące ustępstwo, ponieważ nie może już dojść do swojego najlepszego pola (f6). Gukesh zwiększył swoją przewagę ruchem 22.Gf4!, infiltrując słabe pola d6 i c7, ale 25.Gxe7?! było trochę pochopne. Ten ruch wymusza korzystną pozycję, ale 25.Wfe1 byłoby jeszcze lepsze. Gukesh miał na krótko zwycięską przewagę, gdy Ding źle wykonał ruch 30...Hf7? (konieczna była wymiana hetmana na dwie wieże ruchem 30...Hxe1!), ale jego 31.Se4? pozwoliło na użycie czarnych zasobów obronnych, których Gukesh nie zauważył (wymiana wież najpierw ruchem 31.Wxe8+! Hxe8 32.Se4 wymusiłaby zwycięstwo). Pomimo posiadania tylko 8 minut na 10 kolejnych ruchów, Ding znalazł jedyne ruchy 31...Wf8! i 32...Wc7!, które doprowadziły do remisu.
Obrona francuska, wariant Steinitza (ECO C11)
1. e4 e6 2. d4 d5 3. Sc3 Sf6 4. e5 Sfd7 5. Sce2 c5 6. c3 Sc6 7. a3 Ge7 8. Ge3 Sb6 9. Sf4 cxd4 10. cxd4 Sc4 11. Gxc4 dxc4 12. Sge2 b5 13. 0-0 0-0 14. Sc3 Wb8 15. Sh5 f5 16. exf6 Gxf6 17. Hf3 He8 18. Sxf6+ Wxf6 19. He2 Hg6 20. f3 Wf8 21. Wad1 Se7 22. Gf4 Wb6 23. Gc7 Wb7 24. Gd6 We8 25. Gxe7 Wexe7 26. He5 a6 27. d5 exd5 28. Hxd5+ He6 29. Hc5 We8 30. Wde1 Hf7 31. Se4 Wf8 32. Sd6 Wc7 33. He5 Hf6 34. Hd5+ Kh8 35. We5 We7 36. Wfe1 Wxe5 37. Wxe5 h6 38. Hc5 Gd7 39. Se4 Hf4 40. We7 Gf5 41. Hd4 Wg8 42. h3 Hc1+ 43. Kf2 Gxe4 44. Wxe4 c3 45. bxc3 Hxa3 46. Kg3 Hb3 47. We7 a5 48. Rb7 Hc4 49. He5 Hc6 50. Hxb5 Hxc3 51. Wa7 He1+ 52. Kh2 Hb4 53. Hxb4 axb4 54. Wb7 Wa8 55. Wxb4 Wa2 56. Kg3 Kh7 57. Wb5 Kg6 58. f4 Kf6 59. Kf3 Wc2 60. g3 Wc3+ 61. Kg4 Wc3 62. h4 Wc3 63. Wb6+ Kf7 64. f5 h5+ 65. Kf4 Wc4+ 66. Kf3 Wc3+ 67. Kf4 Wc4+ 68. Kf3 Wc3+ 69. Kf4 ½–½

#### Partia nr 14: Ding–Gukesh, 0–1
Partia 14, wygrana Gukesha w 58 posunięciach, została rozegrana 12 grudnia 2024. Gukesh sprawił pierwszą niespodziankę, grając rzadkie posunięcie 6...Sge7!? Następnie zagrał na wygraną z 13...Gb6?!, co GM Magnus Carlsen skrytykował jako „ambicję bez amunicji”, ponieważ chociaż uniknął remisu, doprowadził do pozycji, w której tylko Ding mógł być lepszy. Jednak Ding nie zdołał tego wykorzystać i grając 19. cxb5?! zasygnalizował chęć likwidacji pozycji w celu doprowadzenia do remisu. Plan Dinga doprowadził do końcówki pionkowej, która była teoretycznym remisem, chociaż czarne mogły spróbować wygrać. Po ponad 20 ruchach manewrowania, Ding popełnił niespodziewany błąd, oferując wymianę wież (55.Wf2??) w momencie, gdy jego goniec utknął na narożnym polu, pozwalając Gukeshowi na likwidację do wymuszonej wygranej końcówki 2 pionki vs. 1 pionek.
Zwycięstwo to uczyniło Gukesha najmłodszym niekwestionowanym mistrzem świata w szachach; tylko Rusłan Ponomariow, zwycięzca mistrzostw świata w szachach 2001/2002, turnieju w stylu knock-out, który odbył się, gdy istniały podzielone mistrzostwa świata w szachach, był młodszym mistrzem świata.
Atak królewsko-indyjski, struktura Francuska, odwrócony wariant Grünfelda (ECO A08)
1. Sf3 d5 2. g3 c5 3. Gg2 Sc6 4. d4 e6 5. 0-0 cxd4 6. Sxd4 Sge7 7. c4 Sxd4 8. Hxd4 Sc6 9. Hd1 d4 10. e3 Gc5 11. exd4 Gxd4 12. Sc3 0-0 13. Sb5 Gb6 14. b3 a6 15. Sc3 Gd4 16. Gb2 e5 17. Hd2 Be6 18. Sd5 b5 19. cxb5 axb5 20. Sf4 exf4 21. Gxc6 Gxb2 22. Hxb2 Wb8 23. Wfd1 Hb6 24. Gf3 fxg3 25. hxg3 b4 26. a4 bxa3 27. Wxa3 g4 28. Hd4 Hd5 29. b4 Hxb4 30. Hxb4 Wxb4 31. Wa8 Wxa8 32. Gxa8 g5 33. Gd5 Gf5 34. Wc1 Kg7 35. Wc7 Gg6 36. Wc4 Wb1+ 37. Kg2 We1 38. Wb4 h5 39. Wa4 We5 40. Gf3 Kh6 41. Kg1 We6 42. Wc4 g4 43. Gd5 Wd6 44. Gb7 Kg5 45. f3 f5 46. fxg4 hxg4 47. Wb4 Gf7 48. Kf2 Wd2+ 49. Kg1 Kf6 50. Wb6+ Kg5 51. Wb4 Ge6 52. Wa4 Wb2 53. Ga8 Kf6 54. Wf4 Ke5 55. Wf2 Wxf2 56. Kxf2 Gd5 57. Gxd5 Kxd5 58. Ke3 Ke5 0–1